# Neriene japonica
Neriene japonica là một loài nhện trong họ Linyphiidae.
Loài này thuộc chi Neriene. Neriene japonica được Ryoji Oi miêu tả năm 1960.